# Gordie Howe Hattrick
Der Gordie Howe Hattrick ist ein vornehmlich im nordamerikanischen Sprachraum genutzter Begriff aus dem Eishockeysport.
Unter einem Gordie Howe Hattrick versteht man das Kunststück, in einem Spiel jeweils ein Tor, eine Vorlage und einen Kampf, der mindestens mit einer fünfminütigen Zeitstrafe bestraft wird, zu verbuchen. Diese besondere Art des Hattricks, die nicht viel mit seiner eigentlichen Bedeutung zu tun hat, ist nach dem legendären NHL- und WHA-Spieler Gordie Howe benannt, der während seiner Zeit als aktiver Spieler sowohl für seine Fähigkeiten zu punkten als auch für seine Härte bekannt war. Howe selbst gelang das Kunststück in seiner gesamten Karriere zwei Mal, am 11. Oktober 1953 im Spiel seiner Detroit Red Wings gegen die Toronto Maple Leafs und am 21. März 1954 gegen die Montréal Canadiens. Den ersten geschichtlich erwähnten Hattrick verbuchte Harry Cameron am Boxing Day 1917.
Hattricks solcher Art werden in keiner offiziellen Statistik geführt. Die San Jose Sharks, Calgary Flames, Nashville Predators und Ottawa Senators aus der NHL sind die einzigen Mannschaften, die darüber Buch führen. Derzeitiger Rekordhalter in der Statistik ist Rick Tocchet, der im Verlauf seiner Karriere 18 Gordie Howe Hattricks verbuchen konnte.